# Luigi Di Gianni

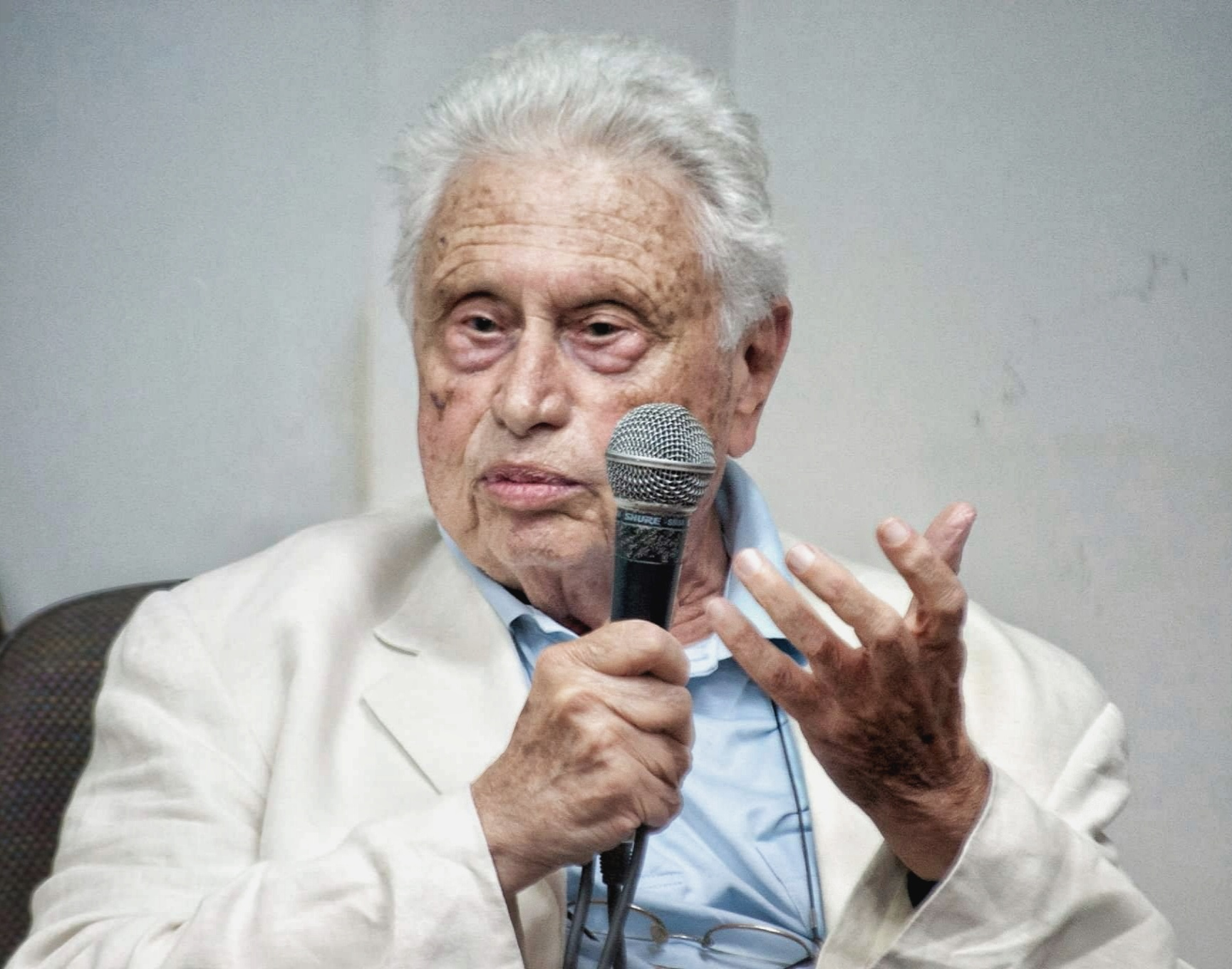
Luigi Di Gianni, 2014

Luigi Di Gianni (* 20. Oktober 1926 in Neapel; † 10. Mai 2019 in Rom) war ein italienischer Dokumentarfilmer.

## Leben
Di Gianni besuchte nach dem Abschluss in Philosophie das Centro Sperimentale di Cinematografia, das er 1954 mit seiner mittellangen Regie-Diplomarbeit L’arresto verließ. Nach einer kurzen Zeit als Regieassistent verwirklichte er kulturelle Programme und Filme für das italienische Fernsehen. Seine Leidenschaft galt jedoch dem Dokumentarfilm, wo er anthropologische, soziale, historische und Themen der Kunst in Kurzfilmen behandelte.
Unter Di Giannis Inszenierungen ragen neben den frühen, 1957 für das Fernsehen entstandenen La frattura und Il gallo canta a mezzanotte (einem sehr frühen Giallo) eine Kafka-Verfilmung von 1978 und sein Beitrag zum 1962 entstandenen Episodenfilm I misteri di Roma heraus, einer seiner ganz seltenen Beiträge zum Kinofilm. 1974 war Il tempo dell’inizio ein kleiner Erfolg an den Kassen.
An der Università della Calabria und der NUCT (Nuova Università del Cinema e della Televisione) wirkte Di Gianni auch als Dozent. Von 2005 bis 2008 war er erneut Lehrbeauftragter, dieses Mal an der Università di Lecce und der Accademia dell’Immagine in L’Aquila.
La tana erhielt 1967 die Goldene Palme als bester Kurzfilm; zweimal wurden Di Giannis Werke mit dem italienischen Filmpreis Nastro d’Argento geehrt – 1975 (sein einziger langer Spielfilm) und 1988.

## Filmografie (Auswahl)
- 1954: L’arresto (mittellanger Film)
- 1958: Magia lucana (Dokumentarfilm)
- 1962: I misteri di Roma (Episodenfilm, ein Beitrag)
- 1974: Il tempo dell'inizio
- 1978: Il processo
- 1989: Zavattini (Dokumentarfilm)